# Fontenay-lès-Briis
Fontenay-lès-Briis település Franciaországban, Essonne megyében. Lakosainak száma 2322 fő (2022. január 1.). Fontenay-lès-Briis Janvry, Courson-Monteloup, Briis-sous-Forges, Bruyères-le-Châtel, Marcoussis és Saint-Maurice-Montcouronne községekkel határos.

## Népesség
A település népességének változása:
| Lakosok száma | 1921 | 2022 | 2100 | 2149 | 2184 | 2232 | 2281 | 2297 | 2322 |
|               | 2013 | 2015 | 2016 | 2017 | 2018 | 2019 | 2020 | 2021 | 2022 |